# Sixt-sur-Aff

Sixt-sur-Aff este o comună în departamentul Ille-et-Vilaine, Franța. În 2009 avea o populație de 2127 de locuitori.